# 점막밑층
점막밑층(submucosa) 또는 점막하층(粘膜下層)은 위장관계, 호흡계, 비뇨생식계의 여러 기관에 있는 얇은 조직 층이다. 점막밑층은 치밀불규칙결합조직으로 구성되어 있다. 점막을 지지하는 역할을 하며 점막을 아래의 평활근 다발인 근육층과 연결시켜 준다.
'Submucosa'라는 단어는 점막(mucosa) 아래(sub-)에 있다는 뜻을 가지고 있다.

## 구조
점막밑층에 분포하는 혈관, 림프관, 신경이 점막밑층 안에서 주행한다. 창자벽에서 작은 크기의 부교감신경절들이 점막밑신경얼기를 형성하며 흩뿌려져 있다. 여기서 신경절 이전 부교감신경세포가 점막근육층에 분포하는 신경절 이후 신경세포와 시냅스한다. 소화관은 점막, 점막밑층, 근육, 장막 또는 바깥층의 네 개 층으로 구성되어 있다.
위장관계와 호흡계의 점막밑층에는 점액을 분비하는 점막밑샘이 존재한다.

## 임상적 중요성
위장관계에서 시행하는 진단이나 치료 목적의 내시경에서 점막밑층을 확인하는 것은 중요하다. 위장관기질종양(GIST)과 같이 점막밑층의 이상은 일반적으로 점막 표면에는 이상이 나타나지 않는다.
한편 종양의 침윤 깊이나 다른 이상을 확인하기 위해 시행하는 초음파 검사에서도 점막밑층을 확인한다. 점막밑층으로 염료, 식염수, 에피네프린을 주사하여 특정 폴립을 안전하게 제거할 수 있다.
내시경적 점막하 절제술에서는 근육층까지 침윤하지 않은 종양을 제거하기 위해 점막을 절개하고 점막밑층을 완전히 제거한다. 이때  절제술을 시행하기 전에 점막밑층에 염료를 주사한다.
여성 자궁의 점막밑층은 임신 중에 섬유종이 생기기 쉬워 발견할 시 적출하기도 한다.

## 추가 이미지

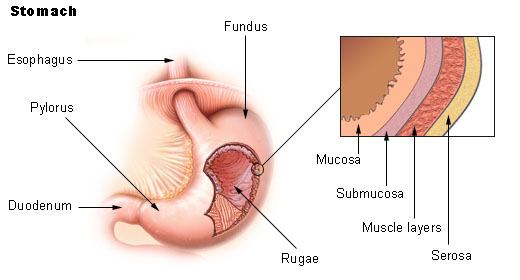
위
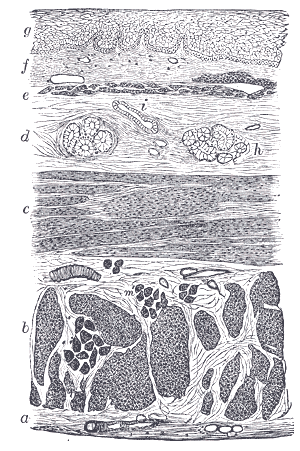
사람 식도의 단면
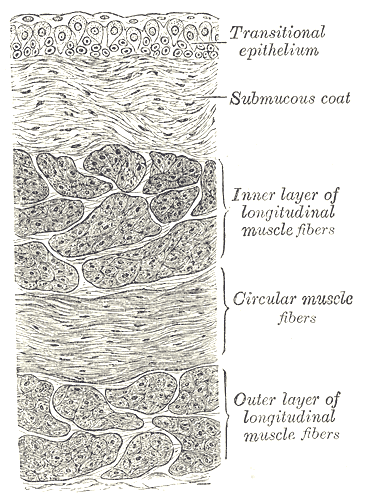
방광 벽의 수직 방향 단면
점막밑층이 보이는 창자벽의 단면